# Be honest
「be honest」（ビー・オネスト）は、日本の女性歌手、華原朋美の15枚目のシングル。

## 解説
- 小室哲哉と破局後、スマッシュヒットとなった前作「as A person」に続く、復帰第2弾シングル。
- 「as A person」同様、本人単独での作詞であり、前作とは異なり、前向きな自分をテーマにしている。作曲も前作と同様に菊池一仁。
- 初のインストアイベントを行い、抽選で選ばれた女性ファン3名との温泉ツアー企画が実現された。

## 収録曲
1. be honest [Original mix]
作詞：Tomomi Kahala 作曲：Kazuhito Kikuchi 編曲：Masao Akashi
2. be honest [millennium k mix radio edit]
3. be honest [millennium k mix]
4. be honest [Original Version Instrumental]
5. be honest [millennium k mix Instrumental]

## 収録アルバム
- 「One Fine Day」（4thアルバム）

be honest [Rearrange Version]
ベストアルバム
- 「Natural Breeze 〜KAHALA BEST 1998-2002〜」

be honest [Original mix]
- 「Super Best Singles 〜10th Anniversary〜」

be honest [Original mix]